# Мартинскирхен
Замок Мартинскирхен (нем. Schloss Martinskirchen) — дворцовый комплекс в районе Мартинскирхен небольшого городка Мюльберг на Эльбе на юге Бранденбурга.

## История
Замок был создан между 1751 и 1756 годами графом Фридрихом Вильгельмом фон Брюлем (1699—1760), который за несколько лет до этого получил владение Мартинскирхен с помощью своего брата, премьер-министра Саксонии Генриха фон Брюля. Здание в переходном стиле от позднего барокко к классицизму считается крупной работой архитектора Фридриха Августа Крубсациуса (1718—1789), ученика Иоганна Кристофа Кнеффеля (1686—1752), и теперь является памятником архитектуры.
На протяжении веков эта местность принадлежала разным знатным семьям, некоторые из которых одновременно располагались в разных поместьях в Мартинскирхене с 1346 по 1593 год.
Монастырь Мариенштерн, базирующийся в Мюльберге, владел монастырской собственностью в Мартинскирхене. После того как монастырь в 1539 году был секуляризован, вся территория в 1570 году была передана Мюльбергскому земельному управлению. В окрестностях дворца, который использовали для охоты и увеселений, были разбиты большие парки и сады. К югу от дворца создан регулярный, так называемый французский, сад с изящно подстриженными живыми изгородями, боскетами и фонтанами. После смерти Фридриха Вильгельма фон Брюля владение Мартинскирхеном перешло к его сыну Гансу Морицу фон Брюлю (1736—1809).
В 1795 году замок перешёл в собственность влиятельной купеческой семьи Стефанов из Торгау. В последующие годы замок сменил много владельцев. В 1945 году значительная часть замка была разрушена.
После Второй мировой войны поместье Мартинскирхен было преобразовано в провинциальное хозяйство для животноводства и растениеводства. Однако в 1948 году земли были разделены, и было создано пятьдесят шесть посёлков. В 1998 году началась реставрация исторических интерьеров замка. В настоящее время здание принадлежит муниципалитету Мартинскирхена, и историческая атмосфера великолепного Мраморного зала время от времени используется для проведения небольших концертов.
Мраморный зал — самое характерное помещение здания. Это двусветный зал (в высоту двух этажей), его длина составляет 14 метров. Убранство зала выполнено в стиле саксонского рококо. Плафон расписан итальянским художником Стефано Торелли на сюжет «Диана, богиня охоты, со свитой». «Охотничья комната» украшена зелёными стенными панелями и резьбой по дубу с изображением охотничьих атрибутов. Всего в замке семь залов и тридцать три комнаты, планировка которых практически не изменилась.

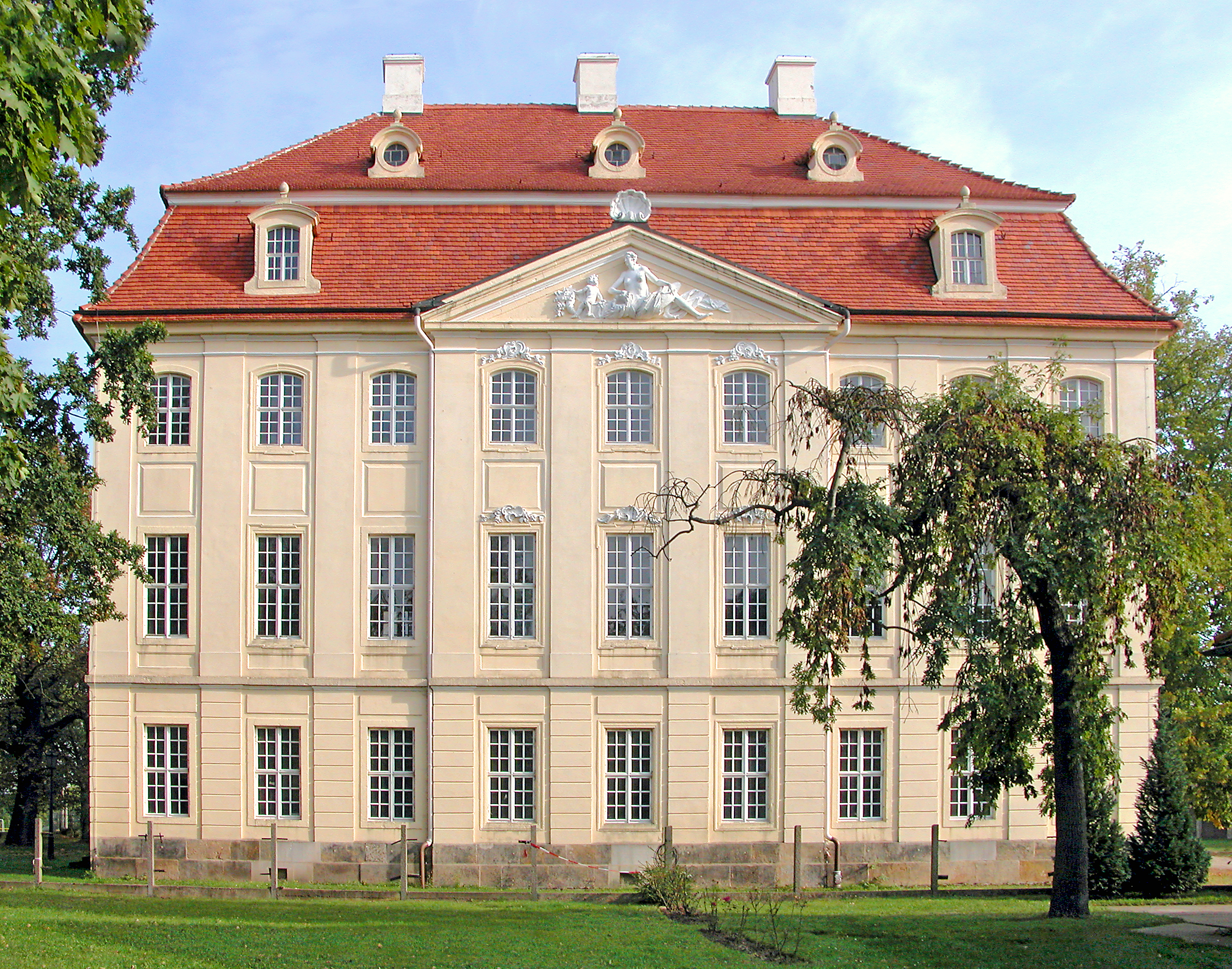
Западный фасад замка
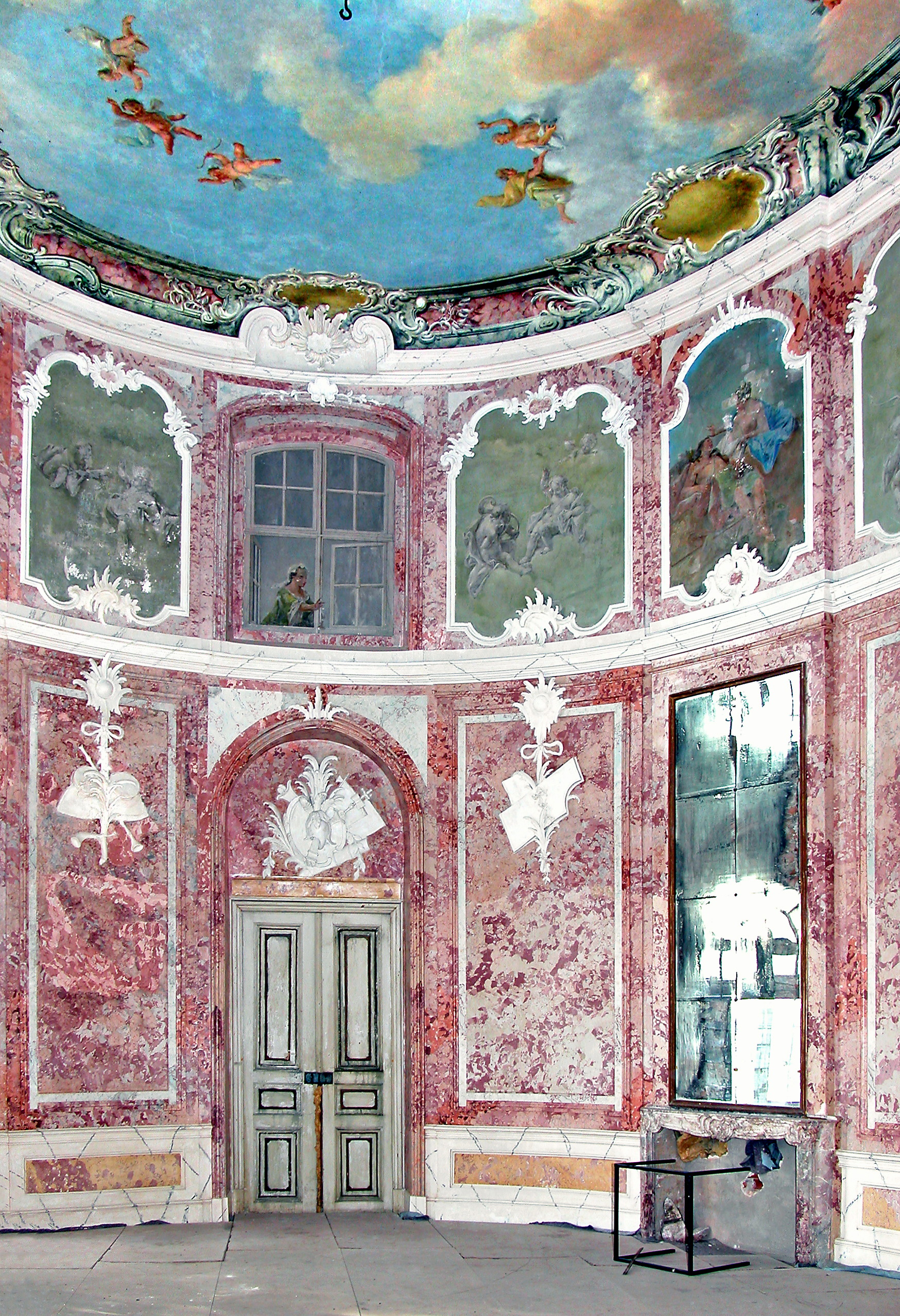
Мраморный зал
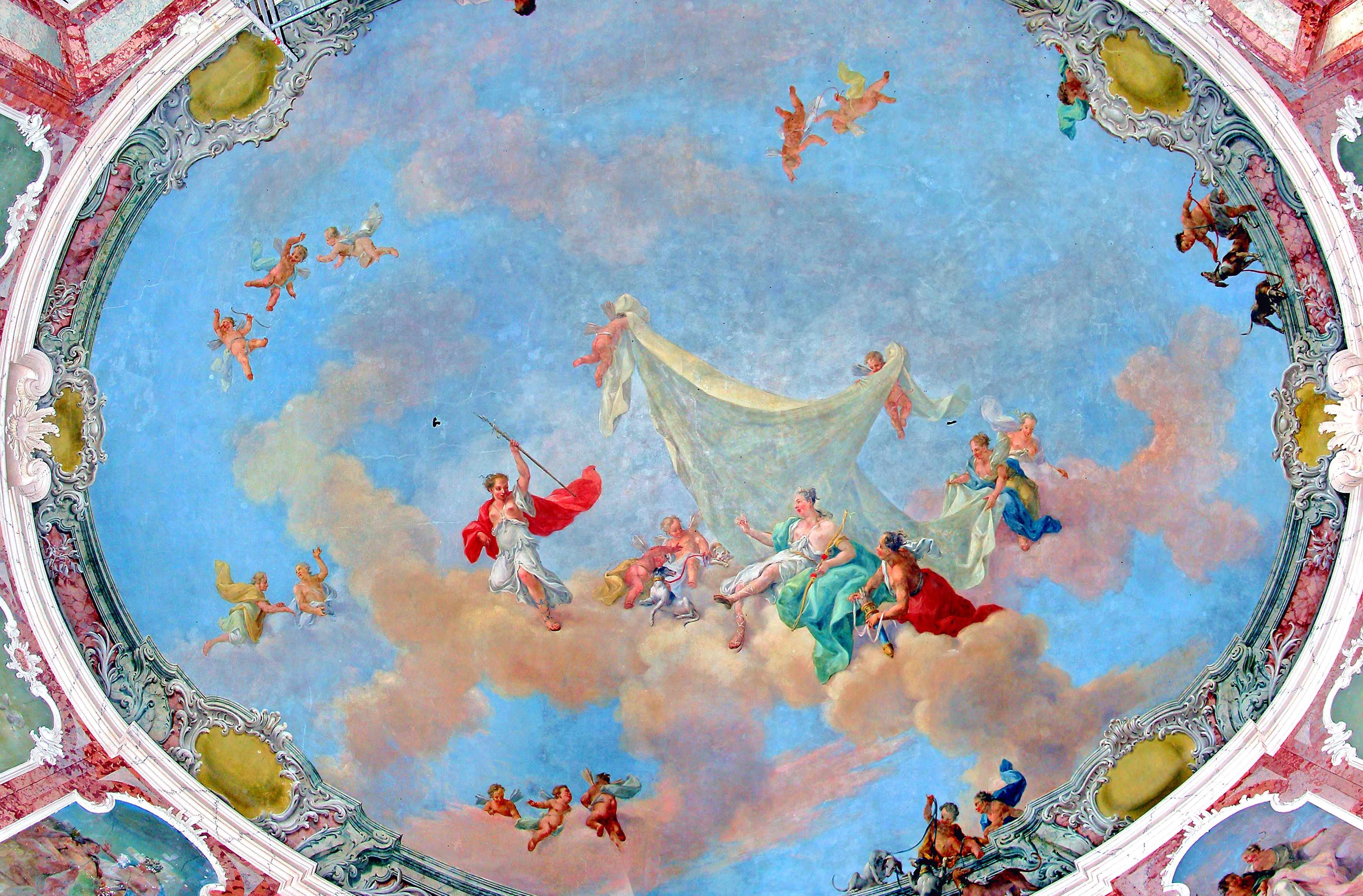
С. Торелли. Богиня охоты Диана со свитой. Роспись плафона Мраморного зала. Ок. 1756 г.
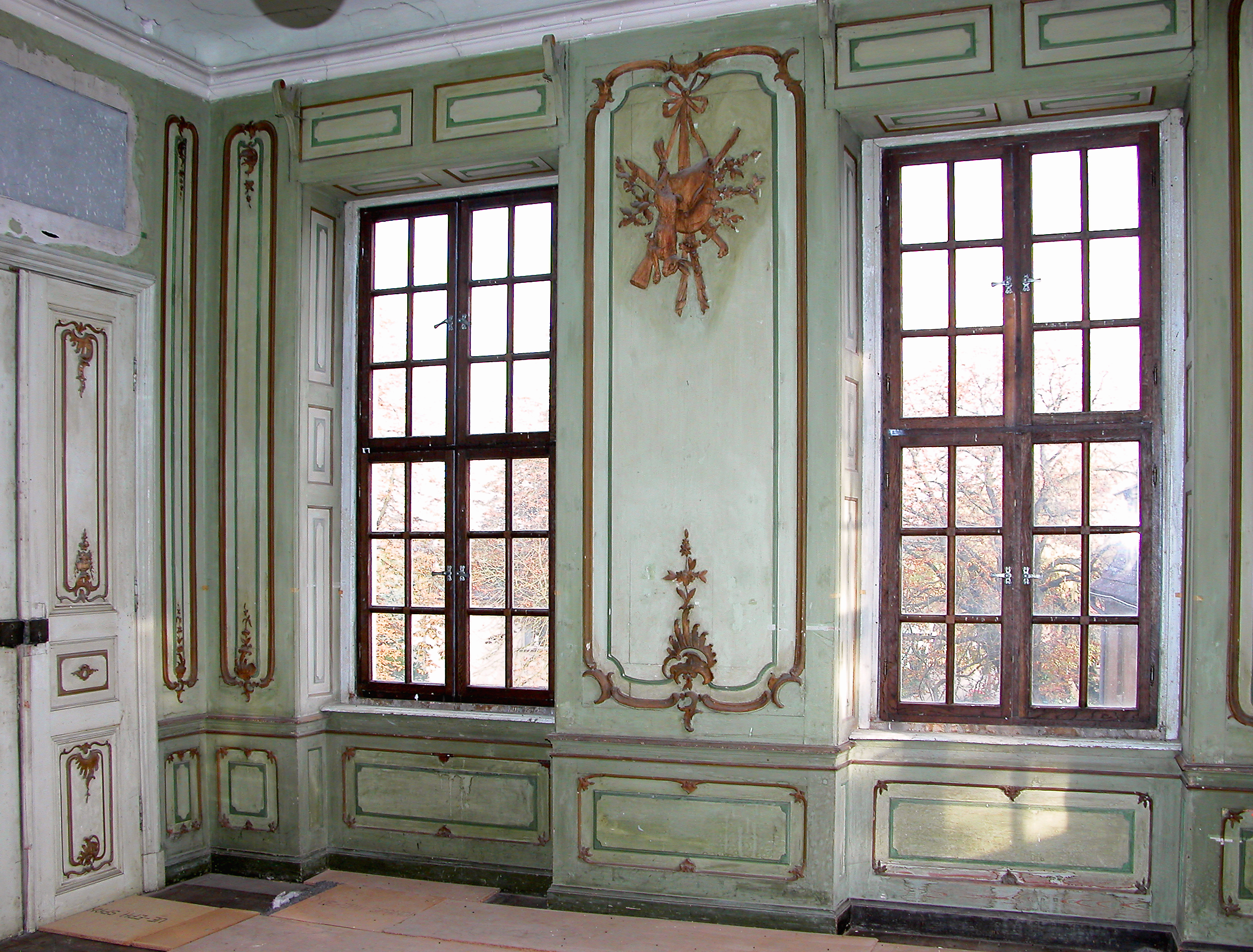
Охотничья комната